# Baynesia
Baynesia es un género monotípico de plantas fanerógamas de la familia Apocynaceae. Su única especie, Baynesia lophophora Bruyns, es originaria de Namibia.

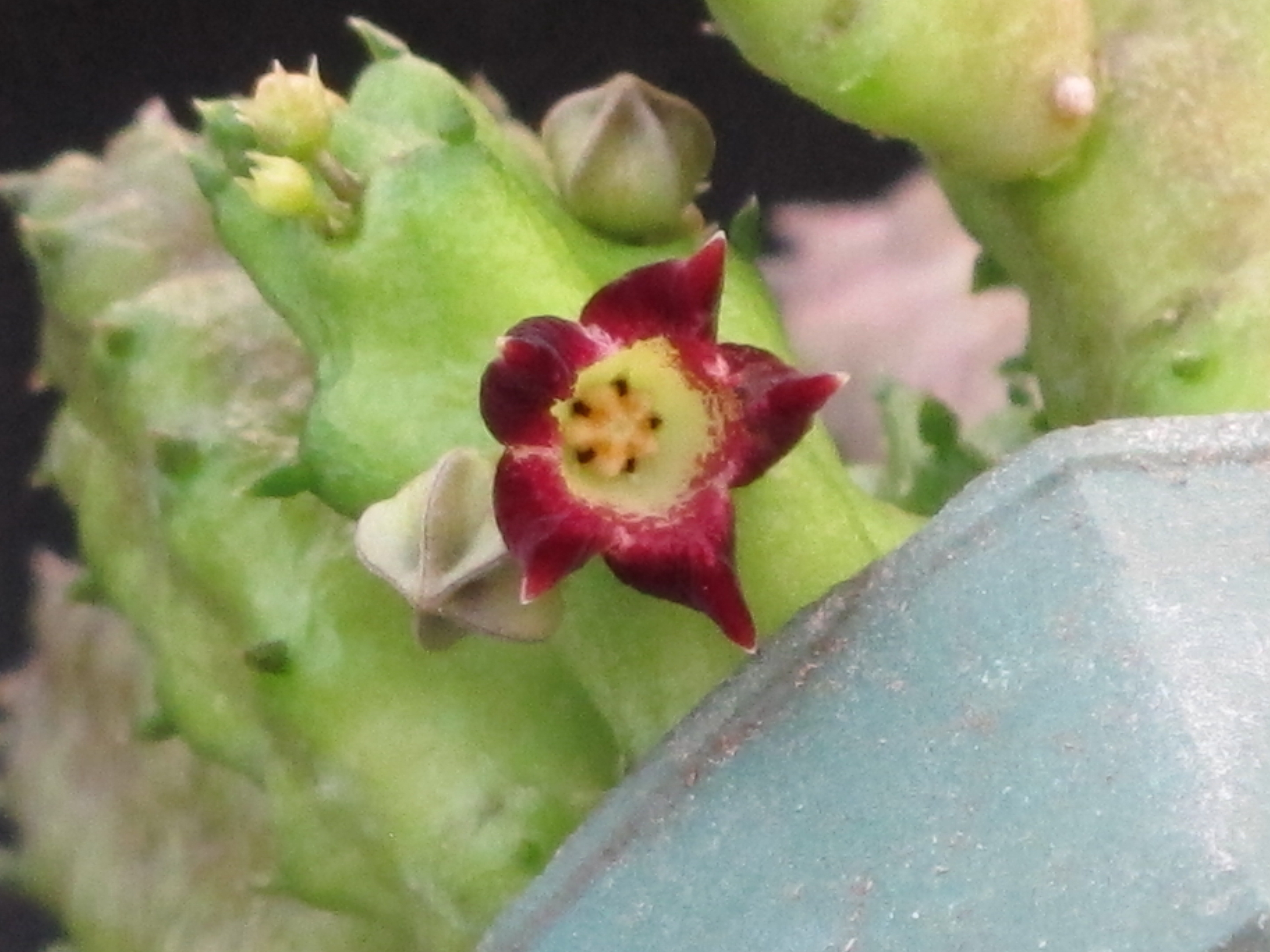
Detalle de la flor

## Distribución y hábitat
Esta especie tiene una distribución restringida (extensión de la presencia <625 km ²). Se sabe de sólo un lugar donde se encuentran con menos de 1000 individuos.  Sin embargo, la población actual es estable y la especie no se cree que esté bajo seria amenaza en la actualidad.  Aunque esta especie sería de gran  atractivo para los coleccionistas, se encuentra en lugares bastante inaccesibles por lo que no es una seria amenaza en la actualidad.

## Descripción
Es una especie con tallos suculentos que alcanza los 5 cm de altura,  con raíces carnosas  adventicias. Brotes de color azul-verde, de 3-8 cm de largo, 6-12 mm de ancho, cuadrangulares, con ángulos redondeados, papilosos. Las hojas persistentes, reducidas a escamas, sésiles, ligeramente ascendentes; con estípulas globosas.
Las inflorescencias extra-axilares, generalmente en los flancos  de los tallos, con 1-3 (-5)  flores, 2 flores abiertas de forma simultánea. 

## Taxonomía
Baynesia lophophora fue descrita por Peter Vincent Bruyns y publicado en Novon 10(4): 354, f. 1, 2. 2000.